# Piera Martell
Pour les articles homonymes, voir Martell (homonymie).
 (octobre 2007).
Si vous disposez d'ouvrages ou d'articles de référence ou si vous connaissez des sites web de qualité traitant du thème abordé ici, merci de compléter l'article en donnant les références utiles à sa vérifiabilité et en les liant à la section « Notes et références ».
Piera Martell, née le 2 juillet 1947 à Jona, est une chanteuse suisse.
Elle a représenté le 6 avril 1974, la Suisse au 19e Concours Eurovision de la chanson à Brighton, avec la chanson Mein Ruf nach dir (version française : Il faut partir). Elle est classée à la 14e et dernière place ex aequo avec l’Allemagne, le Portugal et la Norvège (3 points).

## Discographie
- 1973 : Der Himmel über mir (a participé au Schweizer SchlagerFestival). Label : CBS S 1967
- 1973 : Ich hab' zusammengezählt - Immer wieder sind es Blumen. Label : Decca 29209
- 1974 : Mein Ruf nach dir - L’Amour qui n’en finit pas
- 1974 : Piera Martell, Gigliola Cinquetti, Anne-Marie David, ABBA, The Music People at Eurovision. Label : Label Face A = CBS S 2283 / Face B = Epic EPC 2283
- - : Die Sprache der Welt - Nur einWort. Label : Decca 29149
- 1976 : Ein neuer Tag (sélection préalable pour le Grand Prix sous les couleurs de l’Allemagne – 11e position)
- 1977 : Aldo Riualdo (sélection préalable pour le Grand Prix sous les couleurs de la Suisse – 4e position)
- 1977 : Big Boss - Carolina. Label : PSM (San Francisco)
- 1978 : Hier, Pierre (sélection préalable pour le Grand Prix sous les couleurs de la Suisse – 6e position). Label : CBS S 1967
- 1978 : Freitag, der 13 dredi 13) – Exotica. Label : Memory Music (Marseille) MS 105
- 1981 : San Gottardo avec le groupe Swiss Union